# Carlos José
Carlos José, eigentlich Carlos José Ramos dos Santos, (* 22. September 1934 in São Paulo, Brasilien; † 9. Mai 2020 in Rio de Janeiro, Brasilien) war ein brasilianischer Sänger und Komponist.
Er kam 1939 nach Rio de Janeiro, studierte zunächst Rechtswissenschaften und arbeitete kurz als Anwalt, bevor er sich Ende der 1950er Jahre vollständig der Musik verschrieb. Landesweit hatte er große Erfolge vorzuweisen. Auch war er ein wichtiger Vertreter der brasilianischen Volksmusik  (Musica popular brasileira). 2015 erschien seine letzte CD.
Am 9. Mai 2020 starb er im Alter von 85 Jahren in Rio de Janeiro an den Folgen von COVID-19.